# Franklin Leonard Pope

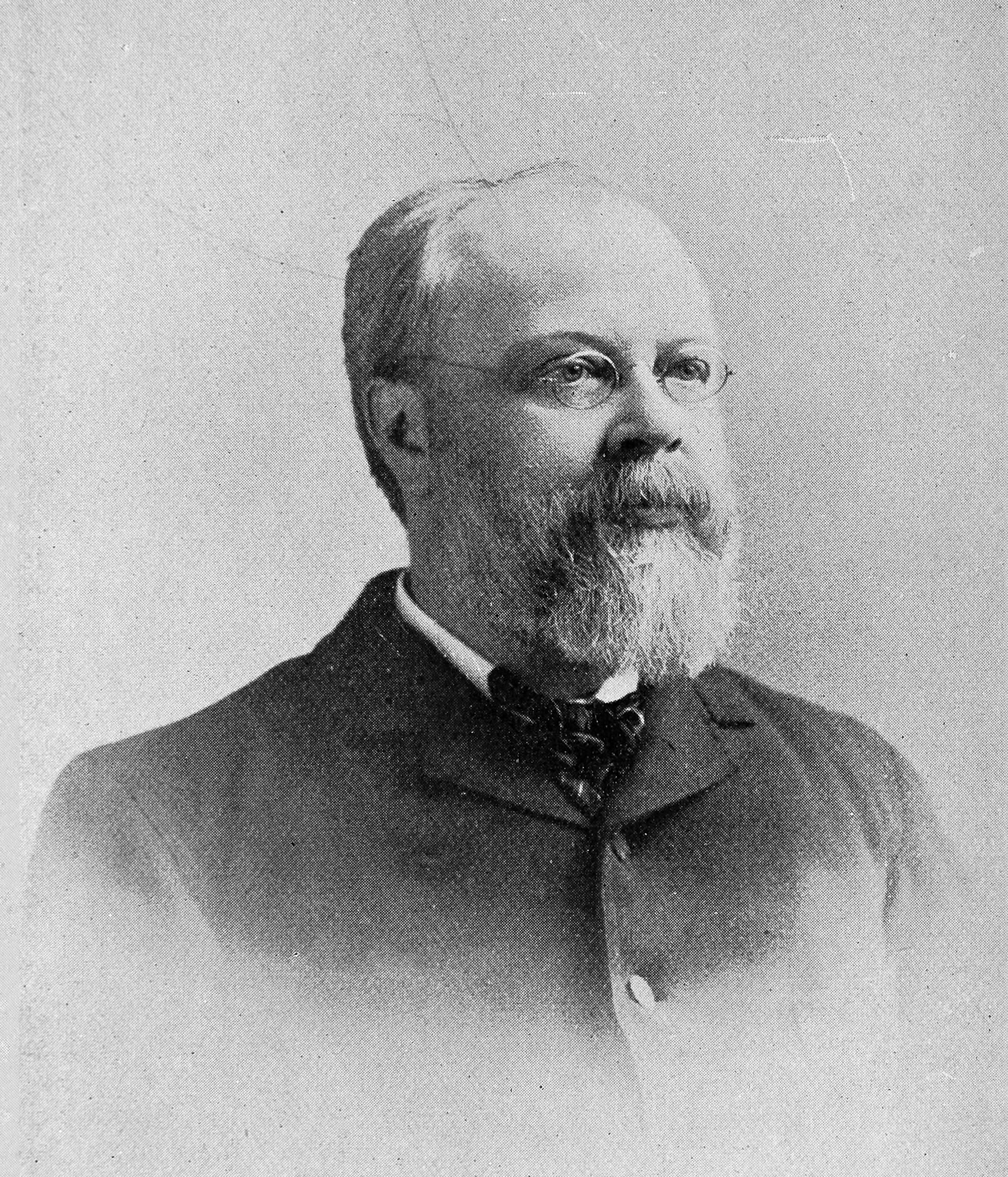
Franklin Leonard Pope

Franklin Leonard Pope (Great Barrington, 2 december 1840 - aldaar, 13 oktober 1895) was een Amerikaans elektrotechnicus, onderzoeker en uitvinder.

## Levensloop
Franklin Leonard Pope werd geboren als zoon van Ebenezer Pope en Electra Wainwright. Franklins eerste kennismaking met telegrafie was eind jaren 1840 toen de eerste telegraaflijn door zijn stad werd aangelegd. Op zijn 17e begon hij voor de "American Telegraph Company" als telegrafist te werken, en begon zo zijn carrière in de telegrafie waar hij wist op te klimmen tot toezichthouder.
Later publiceerde hij artikelen voor een telegraafmagazine en gaf een leidend handboek uit, dat vertaald werd in verscheidende talen. Samen met Thomas Edison richtte hij het elektrotechnische bedrijf van "Pope, Edison & Co." op nadat ze samen de bi-directionele telegraaf hadden ontwikkeld.
In 1875 werd Pope raadgever en octrooi-expert op het gebied van elektrisch gerelateerde patenten. Hij gaf ondersteuning bij diverse Amerikaanse bedrijven (waaronder "Western Union") bij de aanvraag en verdediging van hun patentrechten.
Pope overleed, 55-jaar oud, door de gevolgen van elektrocutie in de kelder van zijn huis in Great Barrington. Hij raakte per ongeluk een omzetter aan die door een defect onder elektrische spanning was komen te staan. Als gevolg van zijn dood werden nieuwe veiligheids- en aardingsregels ingevoerd in de pas opkomende elektriciteitsindustrie.

## Publicatie
- The Modern Practice of the Electric Telegraph. A Handbook for Electricians and Operators (1869)